# Hakea amplexicaulis
Espèce
Classification phylogénétique
Hakea amplexicaulis est une plante buissonnante du genre Hakea originaire du sud-ouest de l'Australie-Occidentale.
C'est généralement un arbuste à port érigé atteignant une hauteur de 1 à 3 mètres. Il a des feuilles à bords épineux, qui enveloppent les tiges. Les fleurs blanches apparaissent entre août et novembre dans son aire de répartition naturelle.
L'espèce a été formellement décrite par Robert Brown dans les transactions de la Linnean Society of London en 1810.

## Source
- (en) Cet article est partiellement ou en totalité issu de l’article de Wikipédia en anglais intitulé « Hakea amplexicaulis » (voir la liste des auteurs).